# عز الدين كناكرية
عز الدين محي الدين كناكرية وزير المالية في المملكة الأردنية الهاشمية خلال الفترة ( 14 يونيو 2018 - 7 نوفمبر 2019)، ومدير عام مؤسسة الضمان الاجتماعي خلال العام 2018.

## المؤهلات العلمية
حاصل على دكتوراه في التمويل من جامعة عمان العربية. الأردن، عام 2010، وماجستير في العلوم المالية والمصرفية من الأكاديمية العربية للعلوم المالية والمصرفية، الأردن، عام 1997، وبكالوريوس في الاقتصاد من جامعة اليرموك. الأردن، عام 1984.

## الحياة العملية
بدأ حياته العملية بوظيفة محاسب في القوات المسلحة الأردنية بين عامي 1984 - 1986، ثم انتقل للعمل في وزارة المالية وتدرج في الوظائف حتى تعيينه أمين عام وزارة المالية خلال الفترة 2007 - 2012، ثم عين مدير عام دائرة ضريبة الدخل والمبيعات عام 2012. وأُعيد تعيينه أمينًا عاماً لوزارة المالية في الفترة 2012 - 2014. وخلال عمله في الوزارة استلم العديد من الملفات الاقتصادية والمالية مع صندوق النقد الدولي، وصندوق النقد العربي، والبنك الدولي. عين مديراً عاماً لمؤسسة الضمان الاجتماعي في الأردن خلال الفترة من أبريل (نيسان) ولغاية يونيو (حزيران) عام 2018.

## وزارة المالية
عين وزيرًا للمالية في الأردن بحكومة عمر الرزاز منذ 14 يونيو 2018 ولغاية 7 نوفمبر 2019.

## الأوسمة
- حاصل على وسام الاستقلال الأردني من الدرجة الثانية، عام 2007.